# Bulbophyllum potamophilum
Bulbophyllum potamophilum là một loài phong lan thuộc chi Bulbophyllum.